# Walter Huston
Walter Huston (Ontário, 6 de abril de 1884 — Beverly Hills, 7 de abril de 1950) foi um ator canadiano, pai do diretor e ator John Huston e avô dos atores Anjelica Huston e Danny Huston (este último também diretor) e do roteirista Tony Huston.
Ator veterano de Hollywood, ganhou o Oscar como melhor coadjuvante de 1948, em um filme dirigido pelo seu filho John Huston: The Treasure of the Sierra Madre (br/pt: O Tesouro de Sierra Madre). Ele interpretou um dos três garimpeiros que encontravam ouro no México.
Na entrega do prêmio ele declarou que sempre havia dito ao filho que se algum dia ele se tornasse diretor de cinema, que não esquecesse de arrumar um bom papel para ele no filme. Ele morreu sem conhecer os netos. Encontra-se sepultado em Belmont Memorial Park, Fresno, Condado de Fresno, Califórnia nos Estados Unidos.